# Loggia del Capitanio
La Loggia del Capitanio ou Palazzo del Capitaniato, ou encore Loggia Bernarda est un palais dessiné par l'architecte Andrea Palladio en 1565 et construit en 1571-1572, situé sur la piazza dei Signori à Vicence, en Vénétie, face à la basilique palladienne ou palais de la Ragione.

## Historique
En 1565, la ville de Vicence demanda à Andrea Palladio de réaliser un palais pour le capitanio, représentant de la république de Venise auprès de la ville. Le palais devait prendre la place d'un précédent édifice médiéval donnant sur la piazza dei Signori, où Palladio se trouva donc doublement engagé, menant dans le même temps le chantier de la basilique palladienne, en cours de réalisation depuis les années 1540. 
Palladio a mis dans le palazzo del Capitaniato toute l'expérience qu'il avait acquise durant toutes ces années, et il en résulte une œuvre qui s'inscrit au sommet de son art et de sa carrière. Comme beaucoup d'autres palais dus à Palladio, celui-ci est resté partiellement inachevé : les travaux furent arrêtés en 1572, alors que trois baies seulement étaient construites, au lieu des cinq ou sept prévues. Il fut question, dans les années 1930, de compléter l'œuvre à l'occasion de la démolition des immeubles qui en avaient jusque-là empêché l'achèvement, mais les critiques furent telles que l'on dut y renoncer.

## Description
Le palais du Capitaniato est d'ordre composite, aux proportions géantes, aussi bien en largeur qu'en hauteur. Le rez-de-chaussée est composé d'une grande loggia couverte de voûtes amples ; il est surmonté d'un étage noble doté d'un grand salon, la « salle Bernarda ». La façade présente quatre demi-colonnes de briques visibles en parement, qui encadrent alternativement trois grandes arcades. La décoration est pierre d'Istrie et plus souvent encore, en stuc. Palladio avait d'abord pensé recouvrir les colonnes d'un enduit blanc, aujourd'hui seulement visible à la base des chapiteaux composites. Mais il décida en définitive de jouer sur le contraste des briques rouges dépourvues d'enduit avec le blanc des décors de stucs et de la basilique qui trône juste en face.
Les arcades sont surmontées de balcons qui eux-mêmes supportent un attique à balustrade. Les matériaux utilisés, pierre et brique rouge, créent une bichromie originale. Les trois imposantes arcades du porche sont supportées par les grandes colonnes qui montent jusqu'à la balustrade de l'attique. Sur la façade principale, les décorations montrent des personnages versant de l'eau, symbolisant les fleuves. Sur l'entablement, on peut lire l'inscription : « JO. BAPTISTAE BERNARDO PRAEFECTO », qui rappelle les commanditaires de ce palais, et en particulier le capitanio Bernardo.
La face latérale prend modèle sur les arcs de triomphe romains : elle présente quatre demi-colonnes moins hautes que celles de la façade, et elle est ornée de bas-reliefs en stuc et de deux statues allégoriques placées entre les colonnes, commémorant la toute récente victoire de la flotte hispano-vénitienne sur les Ottomans à la bataille de Lépante (7 octobre 1571) et rendant grâce au sacrifice de nombreux Vicentins qui perdirent la vie au cours de cette bataille.
On peut lire à la base des statues deux inscriptions en latin : « PALMAM GENUERE CARINAE » et « BELLI SECURA QUIESCO », qui suggèrent la signification des statues, l'une représentant la victoire navale et l'autre la Paix. 
Le niveau supérieur présente quatre autres statues : en partant de la gauche la Vertu, puis la Foi, la Piété et l'Honneur, valeurs qui permirent aux Vénitiens leur éclatante victoire.
La loggia du rez-de-chaussée, entourée d'une grille de fer forgé, forme un espace harmonieux souligné par les niches et colonnes, montrant aussi les tombeaux d'hommes morts au combat.
L'étage noble est occupé par la salle Bernarda, décorée de fresques du XVIe siècle provenant d'une des villas de Porto. Elle accueille actuellement les séances du conseil communal (it) de Vicence. Pour l'occasion, les élus vicentins entrent par la porte frontale de la loggia, et non par l'entrée du corso Palladio, comme on le fait habituellement.

## Images

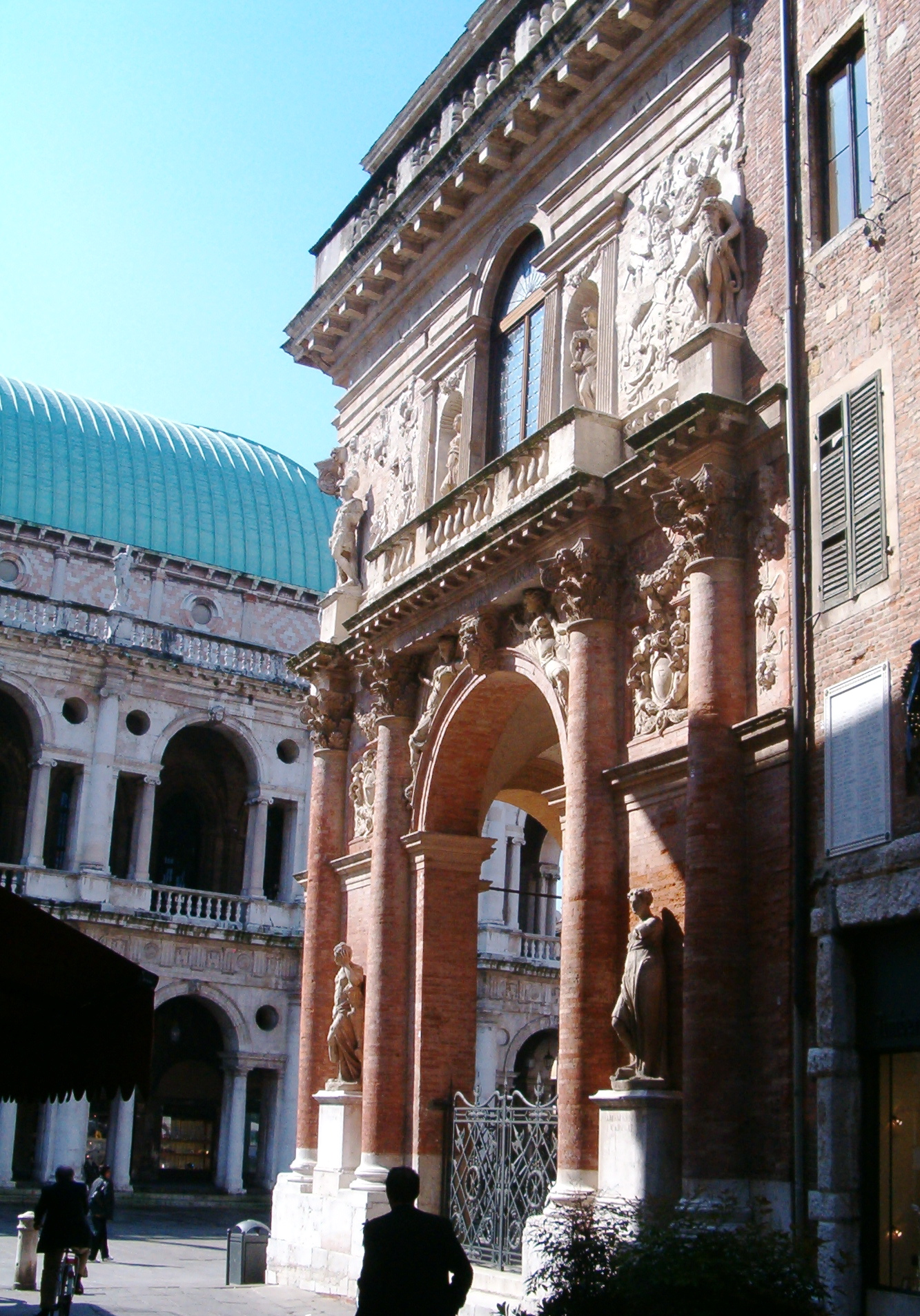
La loggia vue de côté ; au fond, la Basilique palladienne.
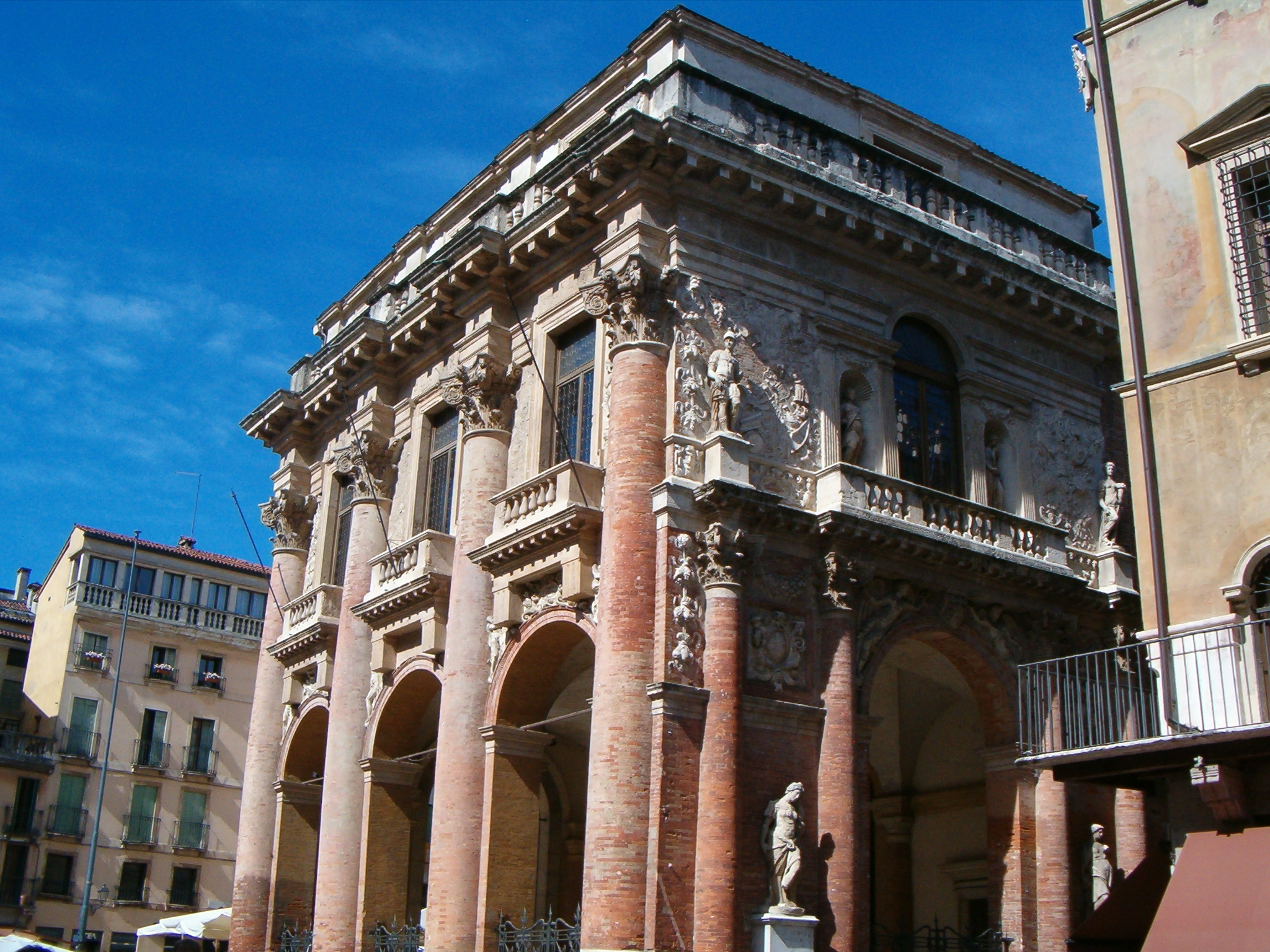
La loggia vue de la piazza dei Signori.

## Sources
- (it) Cet article est partiellement ou en totalité issu de l’article de Wikipédia en italien intitulé « Palazzo del Capitaniato » (voir la liste des auteurs).